# 300: Rise of an Empire
300: Rise of an Empire (300: el origen de un imperio en España y 300: el nacimiento de un imperio en Hispanoamérica) es una película estadounidense épica de acción de 2014. Fue estrenada el 7 de marzo del 2014. Es la segunda película de la franquicia y la secuela de la película 300.

## Sinopsis
La reina Espartana Gorgo les cuenta a los espartanos la batalla de Maratón, en la que el rey Darío I  de Persia fue asesinado por el general ateniense Temístocles. El hijo de Darío, Jerjes I, presencia la muerte de su padre, pero su padre le recomienda que no tome represalias. La comandante naval de Darío, Artemisia, una guerrera llena de maldad y astucia, le afirma al muchacho que las últimas palabras de Darío eran de hecho un desafío y envía a un drogado y sumamente deprimido Jerjes a un viaje a través del desierto, después de que estuviera lamentando la muerte de su padre durante siete días. Delirando por el calor y la sed, finalmente llega a una cueva donde habitan varios ermitaños, y entregándose a un poder ancestral completamente diabólico y perverso, se baña en sus aguas dejando atrás todo rastro de humanidad, y emerge transformado en un ser puro, limpio,sin rastro de su antigua identidad pero totalmente lleno de maldad. Artemisia mató a sus amigos y consejeros. Proclamándose como el «Rey Dios», Jerjes regresa a Persia y declara la guerra a Grecia. 
Mientras las fuerzas de Jerjes avanzan hacia las Termópilas, Temístocles se reúne con el consejo y los convence de que le proporcione una flota para atacar a los persas en el mar. Después de esto Temístocles  viaja a Esparta para pedirle ayuda al rey Leónidas, pero es informado por Dilios que Leónidas está consultando al Oráculo, y Gorgo se resiste a aliarse con Atenas. Temístocles más tarde se reúne con su viejo amigo Escilias, que se infiltró entre las tropas persas y descubrió que Artemisia nació griega pero desertó a Persia porque su familia fue violada y asesinada por hoplitas griegos, y ella fue tomada como esclava sexual por los griegos, que la dieron por muerta en las calles. Artemisia fue rescatada y adoptada por los persas, siendo alimentada, educada y entrenada por los mejores generales del imperio. Su sed de venganza llamó la atención del rey Darío, quien la nombró comandante naval después de que ella matara a muchos de sus enemigos.
Temístocles lidera a sus hombres, incluidos Escilias, Calisto (el hijo de Escilias) y quien era la mano derecha de Temístocles, Esquilo, hacia el Mar Egeo, mientras Leónidas marcha hacia las Termópilas. Ellos arremeten con sus barcos contra las naves persas, que los superan en número,empotrando sus naves contra los costados de las naves persas, allí dónde son más débiles y hundiendo 35 naves y dañando a más de 20 antes de retirarse.El ataque en círculo ha funcionado, a pesar de que Temístocles lidera a soldados con poca formación. Al día siguiente, los griegos empujan una de las naves persas a una grieta, donde encalla, y cargan contra las otras naves, matando a más persas. Impresionada por las habilidades de Temístocles, Artemisia pide un parlamento en su barco,anclado en aguas neutrales, donde mantienen relaciones sexuales salvajemente mientras ella trata de convencerlo de unirse a los persas, ya que son muy superiores a ellos en barcos y hombres, como su segundo al mando. Él se niega, lo que la convence de dejarlo ir y jurar venganza.
Los persas derraman alquitrán en el mar y Atemisia envía a su guardia personal a un ataque suicida a nadar y subir a los barcos griegos con sus bombas de fuego. Artemisia y sus hombres disparan flechas ardientes y antorchas para encender el alquitrán, pero Temístocles se ha dado cuenta de la estratagema y da la orden de retirada a sus naves. Logra matar a uno de los soldados, que cae en el alquitrán convertido en una antorcha humana,pero otro logra subir, provocando que los barcos de ambos bandos exploten. Temístocles es arrojado al mar por una explosión y casi muere ahogado antes de ser rescatado por Calisto, y se queda al lado de Escilias mientras éste sucumbe a sus heridas. Creyendo que Temístocles está muerto, Artemisia y sus fuerzas se retiran.
Temístocles descubre que Leónidas y los 300 han sido masacrados por el ejército de Jerjes, y regresa a Atenas para enfrentarse a Efialtes, el traidor espartano deforme, que revela que Jerjes planea atacar Atenas, y se lamenta por sus acciones, acogiendo a la muerte. Temístocles le perdona para que pueda advertirle a Jerjes que las fuerzas griegas se reúnen en Salamina. Luego visita a Gorgo en Esparta, mientras ella llora a Leónidas para pedir su ayuda, pero ella está demasiado abrumada por la pena. Antes de irse, Temístocles le devuelve la espada de Leónidas, que Efialtes había robado anteriormente, e insta a Gorgo a vengar a Leónidas. Temístocles cuenta con que la derrota de la Termópilas unirá a las ciudades griegas.
Los persas han tomado Atenas, cuando Efialtes llega para entregar el mensaje de Temístocles. Al enterarse de que está vivo, Artemisia se va para preparar a sus tropas para la batalla,en contra de los deseos de Jerjes. Los barcos griegos chocan contra las naves persas, y los dos ejércitos luchan, comenzando la decisiva Batalla de Salamina. Las ciudades griegas se han unido y entrando en la bahía cercan al ejército persa dirigidos por Gorgo. , 
Gorgo había estado narrando la historia a su ejército espartano, y los ha ayudado en la batalla junto a otros aliados griegos, como Tebas y Megara,superando en número a los persas. Temístocles y Artemisia pelean. Temístocles insta a Artemisia a rendirse, pero ella trata de matarlo y es apuñalada en el estómago. Con su último aliento, ella ve a Jerjes dándole la espalda mientras se retira. Temístocles y Gorgo se toman un momento para reconocer en silencio la alianza del uno y el otro mientras el resto del ejército de Artemisia avanza. Entonces los dos cargan contra los persas con el resto de los espartanos detrás de ellos.

## Reparto
| Actor              | Personaje   | Descripción   | Notas            |
| ------------------ | ----------- | ------------- | ---------------- |
| Sullivan Stapleton | Temístocles |               |                  |
| Eva Green          | Artemisia   |               |                  |
| Rodrigo Santoro    | Jerjes I    | Rey de Persia | Repitiendo papel |
| Lena Headey        | Reina Gorgo |               | Repitiendo papel |
| Hans Matheson      | Esquilo     |               |                  |
| Callan Mulvey      | Escilias    |               |                  |
| Andrew Tiernan     | Efialtes    |               | Repitiendo papel |
| David Wenham       | Dilios      |               | Repitiendo papel |
| Jack O'Connell     | Calisto     |               |                  |
| Yigal Naor         | Darío I     |               |                  |
| Andrew Pleavin     | Daxos       |               | Repitiendo papel |
| Gerard Butler      | Leonidas    |               | Repitiendo papel |

## Producción
En junio de 2008, los productores Mark Canton, Gianni Nunnari y Bernie Goldmann revelaron que habían comenzado a trabajar en una secuela de 300, anteriormente titulada 300: Battle of Artemisia. Legendary Pictures anunció que Frank Miller estaba escribiendo la continuación de su novela gráfica. Zack Snyder mostró su interés en volverse a poner al mando de la dirección como ya hizo con 300 pero su posterior compromiso con la dirección y producción de El hombre de acero se lo impidió. Noam Murro firmó entonces como director, quedando Zack Snyder en el rol de productor. La película se centrará en el líder griego Temístocles, interpretado por el actor australiano Sullivan Stapleton.
La película tuvo el título provisional de Xerxes hasta abril de 2011.
Se preveía que habría una tercera entrega que le siga a esta para el 2016, de la cual aún no se ha decidido el título que tendrá donde saldrá la  Batalla de Platea.